# (14449) Myogizinzya
(14449) Myogizinzya est un astéroïde de la ceinture principale.

## Description
(14449) Myogizinzya est un astéroïde de la ceinture principale. Il fut découvert le 16 novembre 1992 à Kitami par Kin Endate et Kazuro Watanabe. Il présente une orbite caractérisée par un demi-grand axe de 2,29 UA, une excentricité de 0,20 et une inclinaison de 4,9° par rapport à l'écliptique.

## Compléments